# Carl Alexander Apelt
Carl Alexander Apelt, normiert auch Karl Alexander („Alex“) Apelt (* 12. März 1847 in Jena; † 29. November 1912 in Dresden), war ein deutscher Jurist und höherer sächsischer Staatsbeamter. Er war Geheimer Rat und Ministerialdirektor im Königlich Sächsischen Ministerium des Innern – vergleichbar mit der späteren Stellung eines Staatssekretärs. Außerdem war er Präsident des sächsischen Landesversicherungsamtes.

## Leben und Wirken
Er war der Sohn des Philosophen und Mathematikers Ernst Friedrich Apelt. Nach dem Besuch des Stoy'schen Instituts in Jena ging er von Michaelis 1860 bis Ostern 1865 auf das Gymnasium in Weimar und danach zum Studium der Rechts- und Staatswissenschaften an die Universität Jena. Nachdem er in Leipzig 1869 die Referendarsprüfung abgelegt hatte, diente er als Einjährig-Freiwilliger im Königlich Sächsischen Leibgrenadierregiment in Dresden und begann dann seine Gerichtslaufbahn beim Königlich Sächsischen Gerichtsamt Großschönau. Als wenige Wochen später der Deutsch-Französische Krieg ausbrach, nahm er an diesem Feldzug als Reserveoffizier bei seinem Regiment teil.
Nach Kriegsende 1871 wurde er als Referendar in Königswartha angestellt und 1872 an das Königlich Sächsische Gerichtsamt Löbau versetzt, wo er 1876 zum Gerichtsassessor ernannt wurde. Kurz darauf wechselte Apelt in die Verwaltung zur Amtshauptmannschaft Löbau, und 1879 wurde er als Regierungsassessor an die Amtshauptmannschaft Chemnitz versetzt.
Am 1. März 1884 wurde Apelt Hilfsarbeiter an der Kreishauptmannschaft Zwickau, wo er im gleichen Jahr zum Regierungsrat ernannt und an das Königlich Sächsische Ministerium des Innern in Dresden versetzt wurde. Von Januar bis September 1891 war er bei der Kreishauptmannschaft Bautzen beschäftigt, bevor er dauerhaft nach Dresden in das Ministerium des Innern zurückkehrte. Dort erfolgte am 1. Oktober 1891 seine Beförderung zum Oberregierungsrat und 1893 zum Geheimen Regierungsrat.
1894 stieg er zum Vortragenden Rat und am 1. Oktober 1900 zum Geheimen Rat auf. An Neujahrstag 1901 übernahm er als Ministerialdirektor die IV. Abteilung des Ministeriums des Innern. 1903 wurde Apelt außerdem Präsident des Landesversicherungsamtes, dem er bereits seit 1888, zuletzt als stellvertretender Vorsitzender, angehört hatte. Ferner war er ab 1903 Mitglied des Kompetenzgerichtshofes. Er starb im November 1912 und wurde auf dem Trinitatisfriedhof in Dresden beigesetzt.
Das Staatsrechtslehrer und Politiker Willibalt Apelt war sein Sohn.